# Kate Ryan
Kate Ryan (født Katrien Verbeeck 22. juli 1980 i Tessenderlo, Limburg) er en belgisk popsanger og sangskriver.
Kate Ryan debuterede i 2002 med coverversioner af Mylène Farmers sange Désenchantée og Libertine. Hendes version af Désenchantée solgte guld i Tyskland og en række andre europæiske lande, og debutalbummet Different solgte mere end 250.000 eksemplarer i hele Europa.
I 2006 deltog Kate Ryan i Eurovision Song Contest for Belgien med sangen Je t'Adore, men røg ud i semifinalen, da hun blev nr. 12 og således ikke var blandt de 10, der gik videre. Hun var ellers en af favoritterne til førstepladsen.
I 2007 fik Kate Ryan et hit med Desireless tidligere sang Voyage Voyage.
Den blev udgivet som hendes første single fra det kommende album Free
I april 2008 blev hendes anden single udgivet, sangen Ella elle l'a som oprindeligt var et hit for sangerinden France Gall i 80erne og egentlig var en hyldest til sangerinden Ella Fitzgerald.

## Diskografi
- 2002 – Different
- 2003 – Stronger
- 2006 – Alive
- 2008 – Free